# Gruppo dei Romanisti

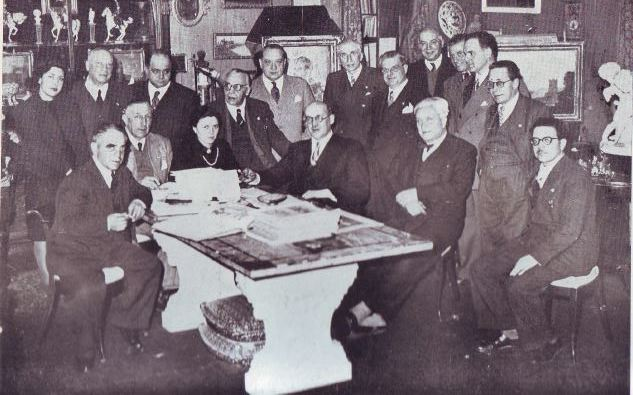
Gruppe der „Romanisten“

Der Gruppo dei Romanisti  (deutsch Gruppe der „Romanisten“), gegründet 1929, ist eine privatrechtliche Vereinigung mit der Absicht, „unabhängig von jeglichen politischen Vorgaben an der Erhaltung und an der Aufwertung der Kulturgüter, der Umwelt und der Zukunft der Stadt Rom unter Berücksichtigung ihrer Traditionen und historischen Funktionen beizutragen“.
Die Gruppe bildete sich nach dem Ersten Weltkrieg bis zum Ende der 1930er Jahre, anfangs als spontaner Kreis von Gelehrten, Akademikern und Liebhabern der Stadt Rom. Seit 1940 publiziert die Gruppe jährlich den Band Strenna dei Romanisti, der Artikel und Essays zu römischen Themen enthält, der dem Bürgermeister von Rom traditionsgemäß am 21. April, dem Jahrestag der Gründung Roms („Natale di Roma“), übergeben wird.

## Geschichte

### Von denRomani della CisternazumGruppo dei Romanisti
Während der 1920er Jahre trafen sich einige Verehrer Roms regelmäßig in einer Trattoria in Trastevere namens Osteria della Cisterna, wo sich bereits die Vereinigung der „Amici delle Cisterna“ gebildet hatte, denen sie nachfolgten. Die Gruppe setzte sich aus Männern zusammen, die die Traditionen und den römischen Dialekt schätzten und im Bereich des Journalismus, des Theaterwesens, der Literatur und der Künste tätig waren.
Dieser Typ der spontanen Vereinigung entstand im Umkreis von gemeinsamen Interessen – ohne jedoch institutionell zu sein – und hatte eine lange Geschichte, die im 19. Jahrhundert dank der großen Zahl von neuen Cafés aufkam. Ein Beispiel dafür ist die Vereinigung «Babbioni», die am Ende des 18. Jahrhunderts von dem Mathematiker Luigi Pessuti gegründet wurde und bis zur Mitte des 19. Jahrhunderts einen der bekanntesten und anerkanntesten wissenschaftlichen Kreise bildete, der im Restaurationszeitalter bis zu 40 Mitglieder aufweisen konnte, von denen der größte Teil Literaten, Ärzte und Physiker waren. Aus neuerer Zeit war die «Società della pippa», entstanden um 1920 auf Initiative des Malers Orazio Amato, zusammengesetzt vor allem von Künstlern, an der spätere Romanisten wie Trilussa und Jandolo beteiligt waren.
Im Mai 1929 entschlossen sich Ceccarius (Giuseppe Ceccarelli), Vitaliano Rotellini, Franco Liberati, Augusto Jandolo, Trilussa (Carlo Alberto Salustri), Ettore Petrolini, Ignazio Mascalchi und Ettore Veo eine Gruppe zu gründen, die nach mehreren Versammlungen in der Antiquitätengalerie von Jandolo und dem Fürsten don Francesco Ruspoli den Kern bildete und sich in der Versammlung vom 8. Juni 1929 offiziell den Namen I Romani della Cisterna geben sollte. Die Vereinigung blieb auf ausdrücklichen Wunsch der Gründer weiterhin ohne Regeln, auch wenn eine kleine Gruppe (Jandolo, Liberati, und Veo) die Initiativen koordinierte und die Zulassung neuer Mitglieder übernahm. Sehr bald wurden Persönlichkeiten aus der Kommunalverwaltung aufgenommen, wie Giuseppe Bottai, Gouverneur von Rom in den Jahren 1935–1936, in einer Periode, in der große städtische Baustellen entstanden oder beschlossen wurden; Antonio Muñoz, Generalinspektor der Schönen Künste des Gouvernats Rom von 1928 bis 1944, oder Aroldo Coggiati, Stadtrat von Trastevere. Die lokale Presse berichtete regelmäßig über die Versammlungen, die in einem wöchentlichen Rhythmus, sei es in der Cisterna oder an anderen öffentlichen Orten, abgehalten wurden. Eine der beständigen Hauptinteressen der Vereinigung war die Kenntnis und Weitergabe des römischen Dialekts.
1936 veränderte der Tod des tatkräftigen Petrolini die Physiognomie der Gruppe, die sich jetzt regelmäßig in der Via Margutta im Studio des Antiquars Jandolo versammelte, ohne jedoch die Cisterna oder die anderen Osterien für die gemeinsamen Abendessen aufzugeben. In dieser Periode begann sich der Terminus Romanisti durchzusetzen, den Marcello Piermattei anderen Definitionen vorzog, wie etwa Romani col botto (Pietrolini) oder Romanifili (Giorgio Pasquali), mit der Präzisierung, dass keine Verwechslung mit denen Bezeichnungen vorkommen dürfe, die sich mit romanischer Philologie, dem römischen Recht oder römischen Fußball beschäftigten, sondern dass dieser Terminus vor allem die leidenschaftlichen Verehrer Roms unter allen Aspekten nahe denen der Romani della Cisterna bezeichnen solle. Aus der Vereinigung der Romani della Cisterna und den Romanisti entstand 1938 die Gruppe der Romanisten.

### Die Anfänge desGruppo dei Romanisti
Im Jahre 1939, obwohl noch nicht offiziell institutionalisiert, erfasste die Gruppe etwa vierzig Mitglieder, unter ihnen eine Frau (Emma Amadei), vereinigt um drei Persönlichkeiten, die Kontinuität garantierten: Augusto Jandolo, Giuseppe Ceccarelli (Ceccarius) und Enrico Tadolini. Alle waren italienischer Abstammung, zum Großteil Römer, doch schloss man a priori die Präsenz von Ausländern nicht aus, was jedoch erst nach dem Krieg realisiert werden konnte. Die Versammlungen blieben wöchentlich, aber die Cisterna war nicht mehr Haupttreffpunkt der Gruppe: im Sommer trafen sich die Romanisten in den Trattorien der Piazza S. Maria in Trastevere oder der Piazza Navona. Die Antiquitätengalerie von Jandolo, in Nr. 53 der Via Margutta war hingegen ein beständiger Bezugspunkt.
Die erste große und am längsten andauernde Initiative, die die Gruppe der Romanisten von der der Romani della Cisterna unterschied, war 1940 die Veröffentlichung der Strenna dei Romanisti, die mit dem Vorwort von Bottai erschien und als Redakteure Augusto Jandolo, Piermattei und Ettore Veo hatte, denen sich im zweiten Jahr Ceccarelli hinzugesellte.
In den drei ersten Bänden der Strenna, veröffentlicht von 1940 bis 1943, übernahm die Gruppe die Rhetorik des diktatorischen Regimes, dabei offensichtlich im Bewusstsein, dass der Faschismus nichts anderes als ein vergänglicher Augenblick der Geschichte sei. In dieser Periode waren zwei Romanisten Mitglieder des Gran Consiglio der Nationalfaschistischen Partei und diejenigen, die offizielle Ämter im Besonderen in der Stadtverwaltung Roms bekleideten, waren ebenfalls Mitglieder der Partei. Das charakteristische Element der Gruppe befand sich jedoch anderswo: Die Leidenschaft für Rom drückte sich in einer umfangreichen Produktion an Schriften der Mitglieder aus, publiziert in Form von Artikeln in verschiedenen Zeitschriften (Capitolium – Rassegna mensile del Governatorato di Roma, Roma – Rivista di studi e cultura romana, L’Urbe) oder in Monographien, deren Autoren oft angesehene Schriftsteller waren (Antonio Muñoz, Pier Paolo Trompeo, Ugo Ojetti, Gigi Huetter, Carlo Pietrangeli).

### Von 1945 bis heute
Nach dem Tod Jandolos, des ersten Präsidenten, im Jahre 1951 traf die Gruppe sich im Atelier des Bildhauers Enrico Tadolini, in der Via del Babuino 153 B an der Ecke der Via dei Greci, unter dem Vorsitz von Ceccarius. Um 1970 verlegte man die monatlichen Treffen und die Versammlungen in das Caffè Greco, zunächst dank der Gastfreundschaft der damaligen Besitzerin Antonietta Gubinelli Grimaldi, dann der anderen Familienmitglieder der Grimaldi und schließlich der nachfolgenden Geschäftsführer. Die Versammlungen des Vorstandes und des Redaktionskomitees profitierten bis 2016 von der Gastfreundschaft der Fondazione Marco Besso am Largo di Torre Argentina und danach von der Aufnahmebereitschaft der Venerabile Arciconfraternita di Santa Maria dell’Orto, wohin auch das Archiv der Gruppe verlegt wurde.
Die neue Bedeutung des Terminus Romanista als Mitglieder der Gruppe hat sich inzwischen verfestigt und ist in den grundlegenden Wörterbüchern der italienischen Sprache gegenwärtig, ausgehend vom Dizionario Enciclopedico Treccani, das bereits 1959 belegte: «Freund der Studien in Bezug auf die Geschichte, die Urbanistik, die Dialektliteratur, die Anekdoten und Kuriositäten der Stadt Rom». In dieser spezifischen Bedeutung ist in der Toponomastik Roms der Viale dei Romanisti (in der Gegend von Torrespaccata) gegenwärtig, von wo aus sich einige Straßen mit den Namen einzelner Romanisten verzweigen.
Die Gruppe präsentiert sich immer mehr als einflussreiche und angesehene Vereinigung, die für den Fortschritt in den Studien über Rom und an ihrer Verbreitung arbeitet, sowie an der Verteidigung der historischen und künstlerischen Werte und der Monumente der Stadt.
Ihre Kämpfe zugunsten der historischen Standorte der römischen Archive sind hinreichend bekannt: im Besonderen das Archivio di Stato von Rom und das Archivio Storico Capitolino, durchgeführt zusammen mit anderen wichtigen Institutionen, wie Italia Nostra, Centro studi per la storia della città, Associazione Nazionale Archivistica Italiana.
Drei Präsidenten der Republik besuchten den Gruppo im Caffè Greco: Francesco Cossiga, Oscar Luigi Scalfaro und Carlo Azeglio Ciampi, nachfolgend mit einem Empfang im Quirinal (Scalfaro, 14. Februar 1996).
Bei anderen Versammlungen waren die Bürgermeister der Hauptstadt anwesend, auch die Präsidenten der Provinz Rom, der Region Latium und die Assessoren, die direkt Gedankenanstöße zur Erhaltung der Kulturgüter und der römischen Traditionen geben konnten.
Die Gruppe der Romanisten ist inzwischen als Einrichtung im intellektuellen und zivilen römischen Leben integriert. Die Mitglieder sind in vielen Sektoren nationaler und lokaler Kultureinrichtungen tätig, die Kenntnisse der Werte und Besonderheiten der tausendjährigen Geschichte der Urbs und ihrer Kultur zu verbreiten und mit neuen Inhalten zu bereichern.
Das Motto der Romanisten ist im Frontispiz ihres Bollettino aufgeführt, geschrieben 1974 von Fabrizio Apollonj Ghetti, und lautet:
Romanus sum: Romani nihil a me alienum puto.

## Organisation
Im Jahr 1972 hat sich die Gruppe ihre erste Satzung gegeben, die dann am 5. Mai 1976 gerändert wurde; der heute gültige Text des Satzung wurde in der Versammlung vom 13. Januar 1993 angenommen. Die Vereinigung hat ihren Sitz in Rom und ihre Mitglieder – 111 im Jahr 2018 – werden in geheimer Wahl in der regulären Jahresversammlung gewählt (kooptiert). Die Ernennung erfolgt auf Lebenszeit. Die Mitglieder halten monatlich eine Versammlung im rückwärtigen Saal (genannt Sala Rossa) des Caffè Greco in der Via dei Condotti 8 in Rom ab.
Die Organe der Gruppe sind die Versammlung, der Präsident, der Beirat (bestehend aus sieben Mitgliedern), der Sekretär, der Schatzmeister und die monatlichen Sitzungen. Die Mitglieder der Vereinsführung werden für eine Amtszeit von drei Jahren gewählt. Die Gruppe stützt sich auch auf Projektkommissionen, die in den ordentlichen Sitzungen ernannt werden.
Auf der Internetseite der Romanisten befindet sich ein komplettes Verzeichnis der Mitglieder mit ihrem zugehörigen biographischen Profil. Ein weiteres Verzeichnis erfasst die verstorbenen Mitglieder.
Zahlreiche Biographien von Romanisten sind auch im Dizionario Biografico degli Italiani publiziert.

## Präsidenten
- 2019–2021 Donato Tamblé
- 2016–2018 Tommaso di Carpegna Falconieri
- 2013–2015 Paola Pavan
- 2010–2012 Laura Gigli
- 2007–2009 Umberto Mariotti Bianchi
- 2004–2006 Filippo Delpino
- 2001–2003 Umberto Mariotti Bianchi
- 1999–2000 Umberto Mariotti Bianchi (stellvertretend)
- 1998–1999 Luigi Pallottino († 1999)
- 1994–1998 Manlio Barberito
- 1991–1993 Cesare D’Onofrio
- 1988–1991 Manlio Barberito
- 1985–1988 Cesare D’Onofrio
- 1982–1985 Ettore Paratore
- 1979–1982 Andrea Busiri Vici
- 1976–1978 Ettore Paratore
- 1972–1975 Salvatore Rebecchini
- 1960–1971 Giuseppe Ceccarelli
- 1929–1959 Augusto Jandolo

## Publikationen
- Strenna dei Romanisti, jährliche Anthologie römischer Themen seit 1940.
- Albo dei Romanisti, jährlich.
- Bollettino dei Curatores dell’Alma Roma, monatlich von 1973 bis 1994, Direktor Fabrizio Apollonj Ghetti; zweite und dritte Serie unter dem Namen Bollettino del Gruppo dei Romanisti, von Januar 1995 bis 2007 unter der Leitung von Manlio Barberito, vierte Serie seit 2018, Direktor Tommaso di Carpegna Falconieri.
- Die Gruppe der Romanisten hat unter anderem eine Serie von Monographien und die Reihe “I Quaderni del Gruppo dei Romanisti” publiziert.

## Verstorbene Mitglieder
Teil der Gruppe waren berühmte Persönlichkeiten, die verschiedenen Berufsgruppen angehörten, darunter:
- König Gustav VI. Adolf von Schweden
- Kardinäle und hohe Prälaten: Alfredo Ottaviani, Alfons Maria Stickler, Filippo Caraffa, Ennio Francia;
- Politiker: Giulio Andreotti, Giuseppe Alberti, Luigi Federzoni, Salvatore Rebecchini, Rinaldo Santini; Urbano Cioccetti, Giuseppe Bottai.
- Schriftsteller, Dichter und Literaturkritiker: Antonio Baldini, Mario Dell’Arco, Giuseppe Ceccarelli (Ceccarius), Luciano Folgore, Giovanni Mosca, Silvio Negro, Ugo Ojetti, Cesare Pascarella, Trilussa, Orio Vergani, Giorgio Vigolo;
- Journalisten: Emma Amadei, Ettore Della Giovanna, Giovanni Gigliozzi, Arcangelo Paglialunga, Fabrizio Sarazani;
- Musiker: Rodolfo Caporali, Ezio Carabella, Fortunato Lay, Goffredo Petrassi, Carlo Alberto Pizzini;
- Universitätsprofessoren: Rosario Assunto, Michele Coccia, Silvio D’Amico, Luigi De Nardis, Enrico Guidoni, Vittorio Emanuele Giuntella, Valentino Martinelli, Ettore Paratore, Giorgio Pasquali, Carlo Pietrangeli, Giorgio Petrocchi, Pietro Paolo Trompeo, Mario Verdone, Luigi Volpicelli, Giuseppe Zander;
- Archäologen: Guglielmo Gatti, Mario Moretti, Antonio Muñoz, Carl Eric Őstenberg, Massimo Pallottino, Pietro Romanelli, Roberto Vighi;
- Architekten: Andrea Clemente Busiri Vici, Michele Busiri Vici, Bruno M. Apollonj Ghetti, Fabrizio M. Apollonj Ghetti, Carlo Fontana, Vittorio Morpurgo, Marcello Piacentini;
- Leiter von Bibliotheken und Archiven: Giulio Battelli, Leonard Boyle, Luigi De Gregori, Niccolò Del Re, Luigi Guasco, Wolfgang Lotz, Armando Lodolini, Ugo Pecchiai, Luigi Pirotta, Emilio Re, Gaetanina Scano, Leopoldo Sandri;
- Richter und Juristen: Pietro De Francisci, Luigi Pallottino, Cesare Pascarella jr., Scipione Tadolini;
- Advokaten: Domenico D’Amico, Cesare D’Angelantonio, Umberto Mariotti Bianchi;
- Künstler: Mario Barberis, Gemma Hartmann, Corrado Mezzana, Carlo Alberto Petrucci, Orfeo Tamburi, Enrico Tadolini;
- Kunsthistoriker: Giuliano Briganti, Vincenzo Golzio, Richard Krautheimer, Guglielmo Matthiae, Bruno Molajoli, Federico Zeri;
- Schauspieler: Gianni Bonagura, Checco Durante, Aldo Fabrizi, Fiorenzo Fiorentini, Ettore Petrolini;
- Regisseure: Mario Lizzani;
- Intellektuelle: Carlo Belli, Ferdinand Boyer, Oreste Ferrari, Jørgen Birkedal Hartmann, Ettore Lapadula, Egmond Lee, Basilio Lemmermann, Renato Lefevre;
- Adelige: Urbano Barberini, Carlo Cardelli, Felice Guglielmi, Giovanni Incisa della Rocchetta, Leone Massimo, Francesco Ruspoli, Giulio Sacchetti.

## Preise

### Premio Daria Borghese
Der Preis ist laut Statut unter die Schutzherrschaft der Gruppe der Romanisten gestellt und zur Ehrung der Erinnerung an Donna Doria Borghese Olsoufieff eingerichtet. Er wird jährlich von einer eigens erstellten Jury unter dem Vorsitz des Präsidenten der Gruppe an einen nicht italienischen Autor vergeben, der Werke mit römischen Themen im gleichen Jahr oder in drei vorausgehenden Jahren veröffentlicht hat. Er kann auch an einen nicht-italienischen Autor für sein Gesamtwerk oder an einen nicht-italienischen Verleger für die Gesamtheit der Rom gewidmeten Publikationen verliehen werden. Zu den Preisträgern zählen die deutschen Historiker Arnold Esch (1994), Wolfgang Reinhard (2004) und Brigide Schwarz (2013). Im Jahr 2015 ging der Preis an die deutsche Archäologin Chrystina Häuber.

### Premio Livio Borghese
Der Preis ist laut Statut unter die Schutzherrschaft der Gruppe der Romanisten gestellt und ist zur Ehrung des Andenkens an Livio Borghese eingerichtet. Er wird jährlich an eine italienische Person oder Einrichtung vergeben werden, die das anerkannte Verdienst hat, im laufenden Jahr oder in den drei vorhergehenden Jahren, auf kultureller oder künstlerischer Ebene Werke oder Unternehmen von besonderem Interesse mit Bezug auf Rom publiziert oder zumindest umgesetzt zu haben. Der Preis kann auch an einen Autor oder an eine Gesellschaft für das Gesamtwerk oder Initiativen vergeben werden, aber auch an einen Verleger für die Gesamtheit der Publikationen, immer mit Rombezug.

## Bibliographie
- Emma Amadei: Un po’ di storia dei Romanisti, in: Strenna dei Romanisti, XXXIII, 1972, S. 7–11.
- Laura Biancini: Dall’osteria della Cisterna als Caffè Greco in compagnia di Ceccarius, in: Strenna dei Romanisti, LXXII, 2011.
- Antonio Martini: I romanisti e la loro “Strenna”, in: Strenna dei Romanisti, LXXV, 2014, S. I–XVIII.
- Tamara Felicitas Hufschmidt, Livio Jannattoni: Antico Caffè Greco. Storia – Ambienti – Collezioni. Roma, Gruppo dei Romanisti 1989.
- Tamara Felicitas Hufschmidt: Tadolini Adamo – Scipione – Giulio – Enrico. Quattro generazioni di scultori a Roma nei secoli XIX e XX. Roma, Gruppo dei Romanisti 1996.
- Gruppo dei Romanisti, Romanisti di ieri. Sommario di notizie bio-bibliografiche dei Soci scomparsi fino al 2002. Rom, Oktober 2002.

## Bildergalerie

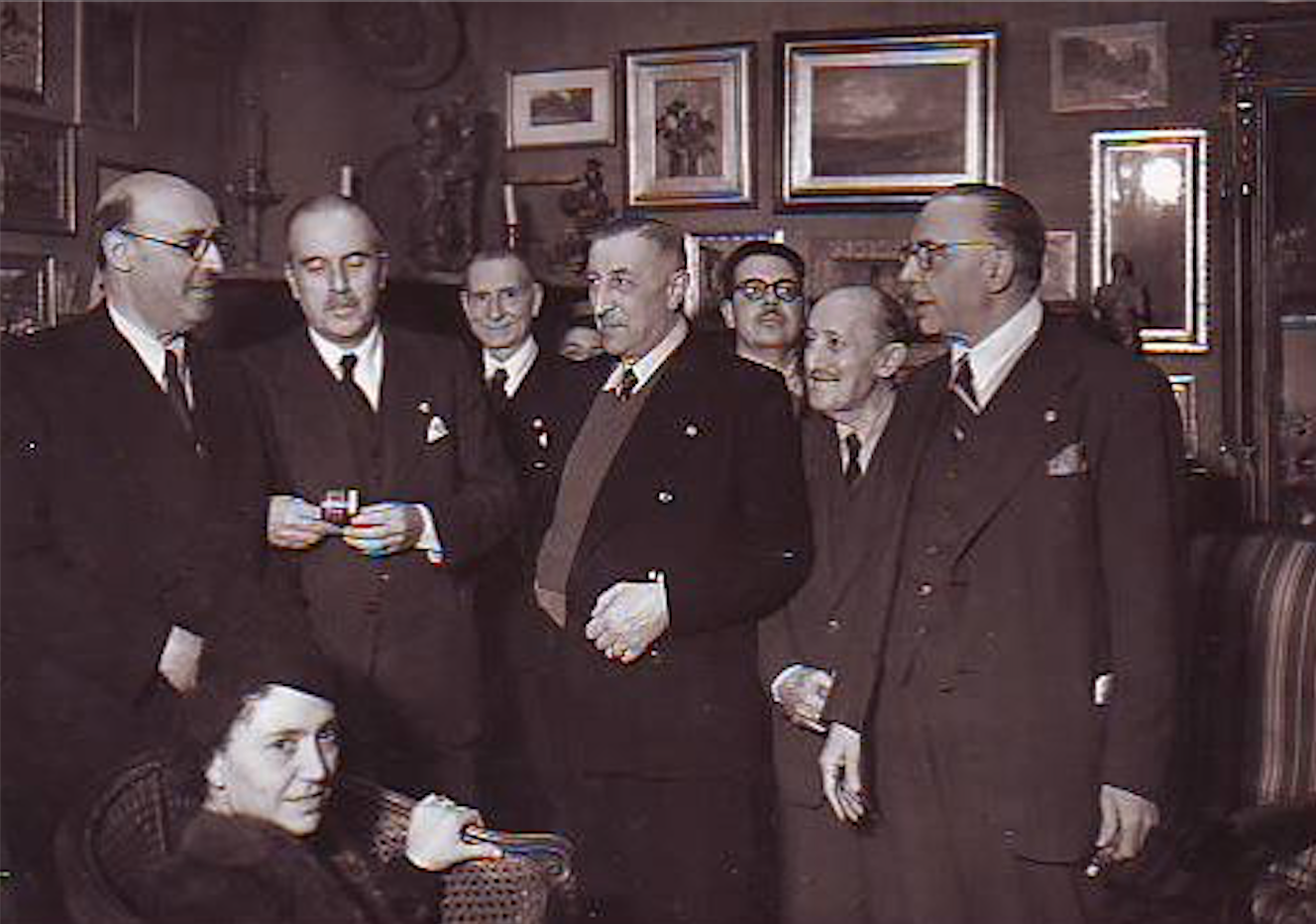
Romanisten – 1940
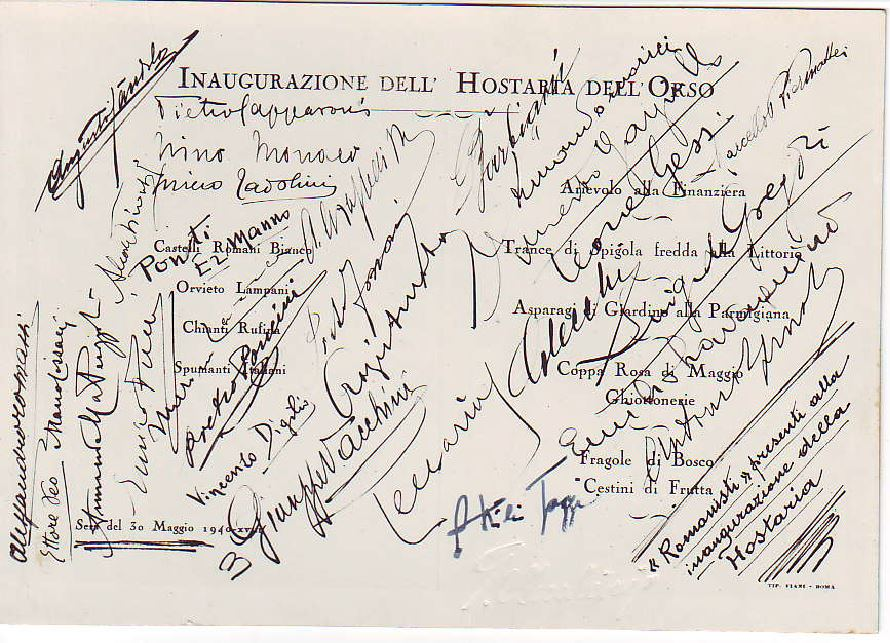
Unterschriften der Romanisten bei der Einweihung der Hostaria dell’Orso – 30. Mai 1940
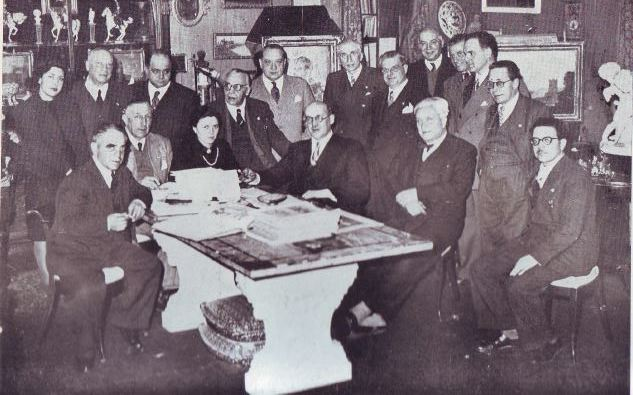
Romanisten – o. J.
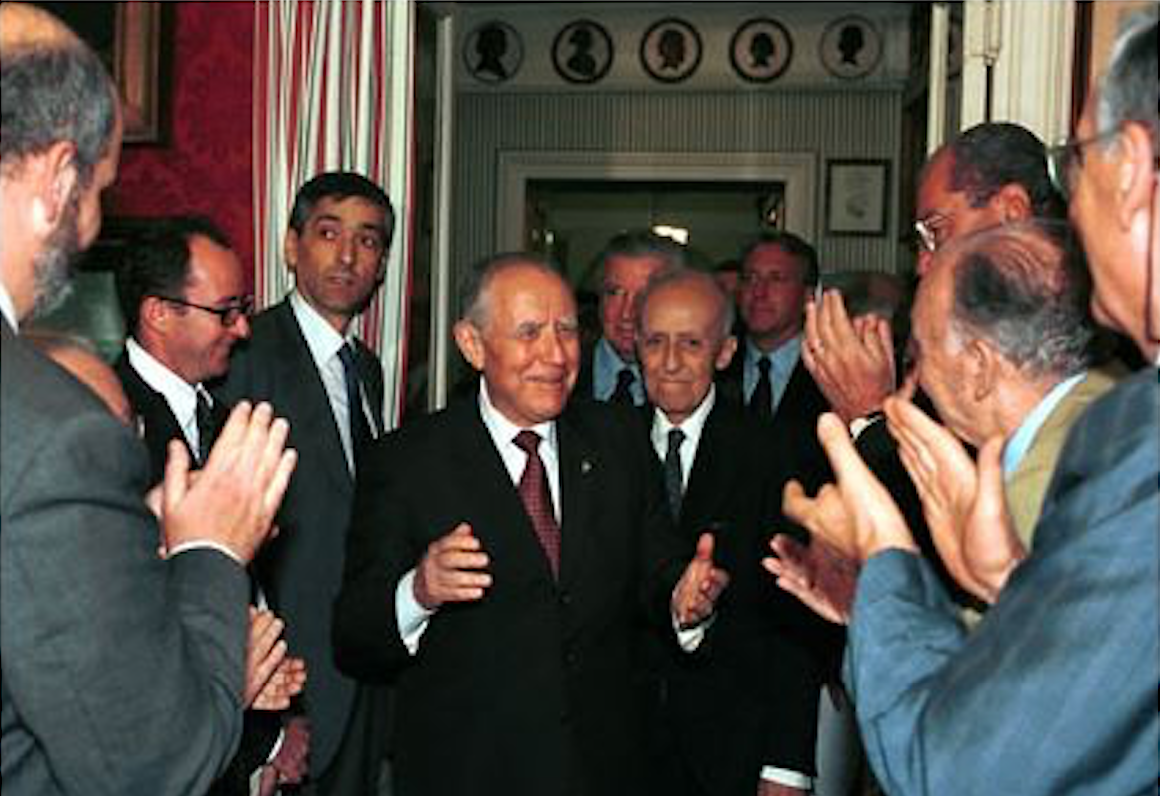
Der Staatspräsident Ciampi und die Romanisten
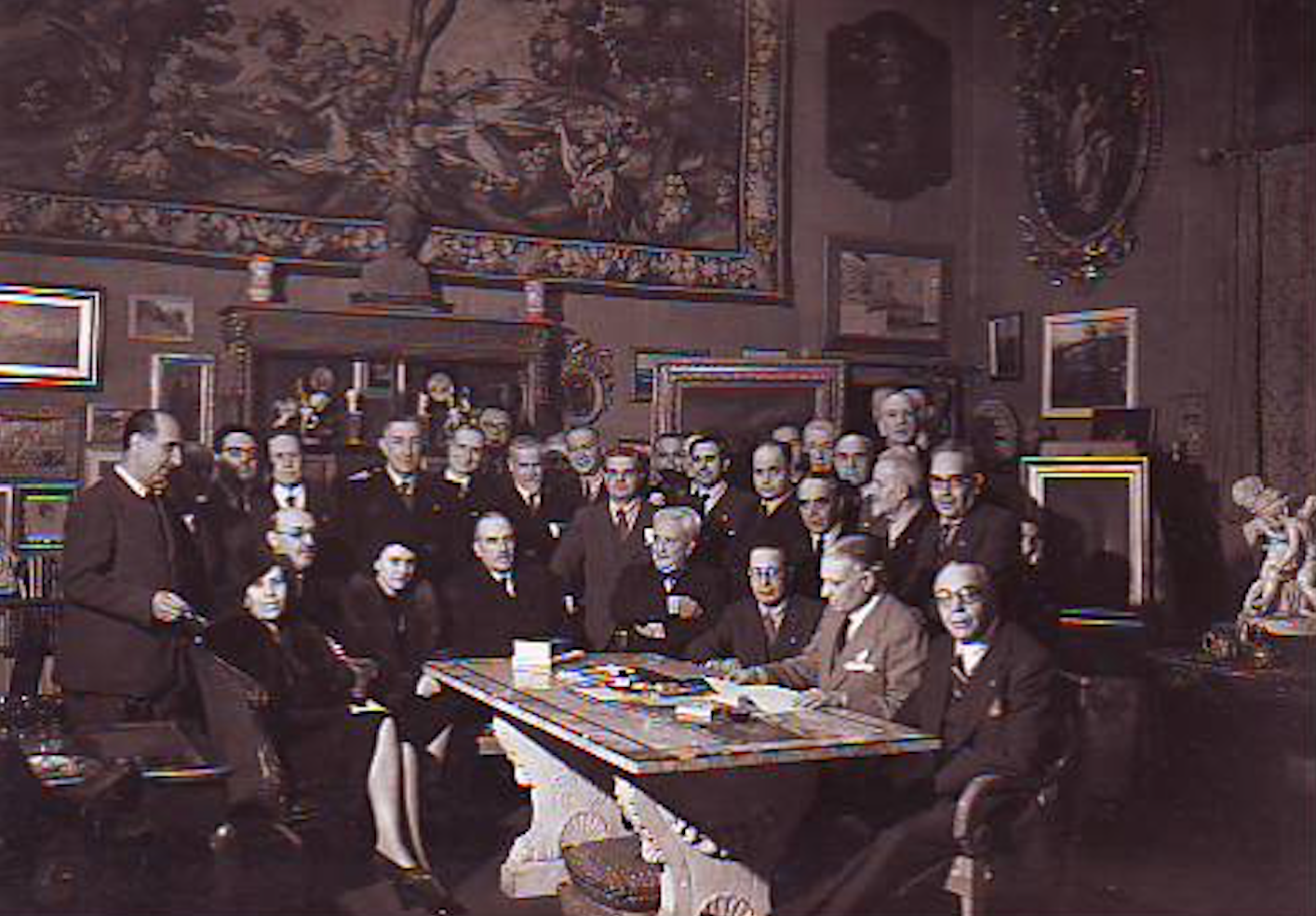
Die Romanisten im Arbeitszimmer Jandolos zusammen mit dem Gouverneur von Rom, Prinz Giangiacomo Borghese – 1941